# Primera División de Venezuela 1956
La temporada 1956 de Primera División fue la última temporada de la máxima categoría del Fútbol Amateur Venezolano. El Banco Obrero FC fue el campeón. 

## Historia
El Banco Obrero FC ganó su único título de Primera División Venezolana en 1956 durante la Era Amateur. 
El 18 de junio de 1956 empezó a disputarse el último partido de la Era amateur de la Primera División Venezolana, terminado 1:1 entre el primero y segundo clasificado. El campeón de esta última temporada amateur -jugada solamente por cinco equipos-  fue el Banco Obrero FC, seguido por el La Salle. En tercera posición llegó el Deportivo Vasco, mientras que el otro equipo de colonia de Venezuela -el Deportivo Español- fue el quinto y último.
Sucesivamente el equipo campeón del Banco Obrero jugó en el campeonato profesional de 1957 llegando de tercero y luego fue disuelto por problemas de presupuesto, como el "Banco Agrícola y Pecuario FC" y el "Banco Frances e Italiano FC" (los otros dos equipos de "Banco" en el fútbol venezolano de Primera División).
Banco Obrero Fútbol Club

Campeón (amateur)

## Clasificación final
| Pos | Equipo                 | J  | G | E | P | GF | GC | Ptos |
| --- | ---------------------- | -- | - | - | - | -- | -- | ---- |
| 1   | Banco Obrero           | 12 | 8 | 3 | 1 | 23 | 8  | 19   |
| 2   | La Salle               | 12 | 8 | 2 | 2 | 31 | 8  | 18   |
| 3   | Deportivo Vasco        | 12 | 5 | 1 | 6 | 12 | 15 | 11   |
| 4   | Dos Caminos Sport Club | 12 | 3 | 1 | 8 | 11 | 24 | 7    |
| 5   | Deportivo Español      | 12 | 2 | 1 | 9 | 10 | 32 | 5    |